# Azenza Towers
Azenza Towers es un complejo de dos torres de apartamentos de 23 niveles cada uno y 78 metros de altura, ubicado en La Uruca, San José de Costa Rica, siendo uno de los edificios más altos construidos en el país.

## Historia
El complejo fue realizado por la firma costarricense Garnier & Garnier Desarrollos Inmobiliarios, iniciando su construcción en noviembre de 2014. Las dos torres constan de 23 pisos, que se desglosan de la siguiente manera: el salón de la azotea, 17 niveles de apartamentos, 5 niveles de parqueos con 20 parqueos para visitas, un nivel de acceso y zona 2 para eventos.
Azenza Towers es un proyecto en vertical cuyo terreno total abarca aproximadamente 16.000 m², 10.000 m² de construcción y 6.000 m² de áreas verdes y senderos para caminar y hacer deporte. El proyecto principal consta de dos torres de 17 pisos habitacionales (A y B) y se desarrolló en dos etapas.
La primera etapa fue terminada e inaugurada en julio de 2015. Esta área contempló la construcción de la Torre B con apartamentos A y B. Toda la infraestructura básica, planta de tratamiento y amenidades completas menos el lounge en la azotea, que será parte de la Torre A, y se edificará en la segunda etapa.
La segunda etapa comprende la construcción de la Torre A y la zona comercial que incluiría entre otros: un supermercado de conveniencia y 2 o 3 locales para servicios tipo farmacia, salón de belleza o similares. Esta segunda fase se proyectaría inaugurar en el transcurso del 2016.
La edificación se caracteriza por una arquitectura lineal y sobria, donde los materiales se usaron en su forma más pura, creando amplios espacios en armonía con la naturaleza. El costo estimado total del proyecto es de 30 millones de dólares.

## Servicios
- Más de 6000 m² de áreas recreativas
- Salón de Fiestas
- Piscina
- Gimnasio
- Ventilación Natural
- Iluminación Natural
- Centro de Negocios
- Salón de Reuniones